# Bretzwil
Bretzwil (toponimo tedesco) è un comune svizzero di 755 abitanti del Canton Basilea Campagna, nel distretto di Waldenburg.

## Monumenti e luoghi d'interesse

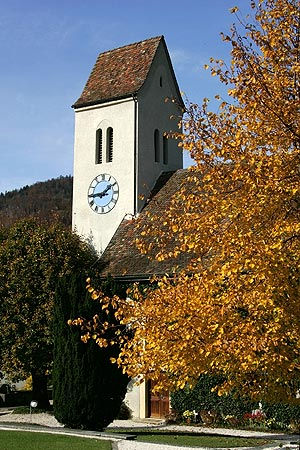
La chiesa riformata

- Chiesa riformata (già di Santa Maria), attestata dal 1239, ricostruita nel 1786 e rinnovata nel 1953[1];
- Ponte "Isaak-Bowe-Brunnen", intitolato a uno dei condottieri della rivolta contadina svizzera del 1653[senza fonte].

## Società

### Evoluzione demografica
L'evoluzione demografica è riportata nella seguente tabella:
Abitanti censiti

## Amministrazione
Ogni famiglia originaria del luogo fa parte del cosiddetto comune patriziale e ha la responsabilità della manutenzione di ogni bene ricadente all'interno dei confini del comune.